# Attilio Bagnolini
Attilio Bagnolini (* 7. April 1913 in Villadossola; † 31. März 1936 bei Mai Ceu, Amhara, Äthiopien) war ein italienischer Soldat der Alpini-Truppe.
Für seinen Einsatz in der Schlacht von Mai Ceu, bei der er den Tod fand, wurde er mit dem höchsten Militärorden Italiens ausgezeichnet.
1939 benannte die italienische Marine ein U-Boot der Liuzzi-Klasse nach ihm, 1969 ein U-Boot der Toti-Klasse. Etliche militärische und zivile Einrichtungen tragen ebenfalls seinen Namen.